# 阿普爾頓 (緬因州)
阿普爾頓（英語：Appleton）是一個位於美國緬因州諾克斯縣的市鎮。

## 人口
根據2020年美國人口普查的數據，阿普爾頓的面積為86.58平方千米，當中陸地面積為84.72平方千米，而水域面積為1.86平方千米。當地共有人口1411人，而人口密度為每平方千米16人。